# Teucholabis lauta
Teucholabis lauta är en tvåvingeart som beskrevs av Alexander 1949. Teucholabis lauta ingår i släktet Teucholabis och familjen småharkrankar. Inga underarter finns listade i Catalogue of Life.